# Diaspora palestinienne

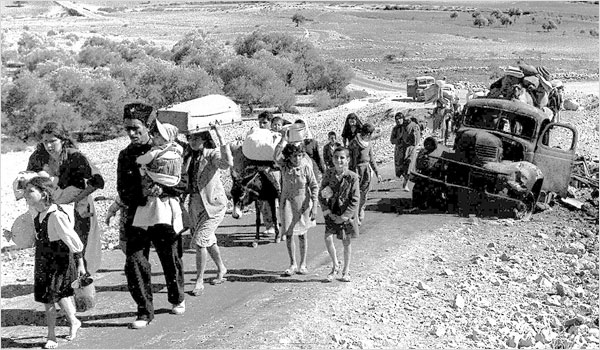
Familles arabes de l'ancienne Palestine mandataire fuyant leurs habitations de Galilée durant la guerre israélo-arabe de 1948.

La diaspora palestinienne s'est constituée au cours de la guerre israélo-arabe de 1948 et de la guerre des Six Jours en 1967. Elle se compose des réfugiés palestiniens et des exilés palestiniens ayant acquis la nationalité de leurs pays d'accueil.

## Histoire

### Depuis 1948
Durant la première guerre israélo-arabe, environ 750 000 personnes s'enfuient ou sont expulsées de leur terre. Les circonstances de cet exode font l'objet de controverses entre historiens et commentateurs du conflit israélo-palestinien. Malgré le vote de la résolution 194 de l'Assemblée générale des Nations unies réclamant le droit pour ces réfugiés au retour sur leur terre, les protagonistes ne trouvèrent aucun accord et formèrent ce qui devint la diaspora palestinienne.
La guerre de 1948 provoqua un accroissement considérable de la population de Cisjordanie du fait de l'afflux d'un grand nombre de réfugiés.
Entre 1952 et 1961, 165 000 personnes quittèrent la Cisjordanie. 120 000 s'installèrent en Transjordanie et un peu plus de 40 000 dans les pays du Golfe. Cette tendance se renversa entre 1961 et 1967; environ 125 000 personnes s'installèrent aux États-Unis ou dans les pays du Golfe avec le Koweït en tête contre 25 000 en Jordanie.
En 1959, la Ligue arabe fait passer le décret 1547 interdisant aux Palestiniens de devenir citoyens d’un pays arabe et étant destiné à « éviter la dissolution de leur identité et protéger leur droit à retourner sur leur patrie ». Un décret critiqué notamment par l'UNRWA jugeant que « les États arabes ne souhaitent pas résoudre le problème des réfugiés. Ils désirent le conserver comme une blessure ouverte, un outrage aux Nations Unies et une arme contre Israël. Il leur importe peu de savoir si les réfugiés vivent ou meurent ». La Jordanie reste le seul pays arabe à avoir octroyé la nationalité aux réfugiés palestiniens de 1948. En 1965, la Ligue arabe établit  le protocole de Casablanca ratifié par l’Égypte, l’Irak, la Jordanie et la Syrie, visant à améliorer l'accès à l’emploi et la liberté de circulation des réfugiés palestiniens . Néanmoins, le protocole n'est entièrement respecté par aucun des pays signataires, les « documents de voyage » délivrés sont rarement acceptés et les enfants de parents palestiniens, sont dépourvus de la nationalité de leur pays natal, en violation de l’article 7 de la Convention sur les droits de l’enfance des Nations unies. 
À la suite de l'armistice de 1949 entre l'Égypte et Israël, l'Égypte occupe la bande de Gaza et refuse l'assistance d'aides internationales de l'ONU, destinées aux réfugiés palestiniens. L'Égypte refusera de même, de permettre à Israël d'annexer la bande de Gaza et d'en accepter ses 230 000 réfugiés ou bien de permettre à Israël d'en accepter 100 000 contre un accord de paix.

### Conséquences
Après 1948, cette émigration massive a entraîné un développement inégal entre les deux rives du Jourdain. L'accroissement du poids industriel de la rive Est (Transjordanie, la Jordanie actuelle) y entraîna l'implantation de grands établissements industriels et une plus grande productivité. Le gouvernement jordanien a encouragé l'émigration palestinienne pour deux raisons. La première a un but économique, car les sommes rapatriées en Jordanie par les émigrés constituaient une source de revenus importante pour le pays. La seconde a un but politique, car ainsi le gouvernement a réussi à apporter une solution au problème du chômage qui toucha les jeunes Palestiniens. Cette politique a entraîné la fuite des cerveaux palestiniens, a transformé la rive Ouest (la Cisjordanie occupée aujourd'hui) en une nation de petits commerçants et de  paysans, et a bloqué le développement économique de la région.

### Après 1967
À la suite de la guerre de 1967, la Cisjordanie est occupée par Israël qui décide d'annexer la partie arabe de Jérusalem. Cette guerre provoqua un exode massif des habitants de la Cisjordanie vers la rive Est. 254 000 nouveaux réfugiés s'installèrent en Transjordanie, 15 000 furent originaires de la bande de Gaza et 230 000 de Cisjordanie. La population de la Cisjordanie baisse alors de 23 %. Les départs de juin 1967 sont liés aux bombardements aériens et aux combats, les départs suivants sont plutôt liés à la politique d'annexion menée par Israël, ou à cause de la dégradation de leurs conditions de vie. 
Au cours de la guerre civile Libanaise et de la guerre des camps, plusieurs milliers de Palestiniens sont tués. En 1982, entre 460 et 3 500 palestiniens sont massacrés dans les camps de Sabra et de Chatila, par des phalangistes chrétiens.
En 1970, 3 400 à 20 000 Palestiniens sont tués durant Septembre noir,. 20 000 sont expulsés, durant septembre noir. 
En 1988, la Jordanie révoque la nationalité de nombreux Palestiniens. À la suite des accords de paix entre Israël et l'Égypte, des centaines d'étudiants palestiniens sont expulsés des universités égyptiennes, dû à un désaccord avec l'OLP.
En 1991, plus de 200 000 Palestiniens fuient ou sont expulsés du Koweït. De 1991 à 2012, la population palestinienne du Koweït passe de 400 000 à 80 000 personnes.
En 1995, la Libye expulse 30 000 Palestiniens, confisque leurs maisons, et les fait renvoyer de leurs emplois. Le général Khadafi incite les autres pays arabes à faire de même. l'Égypte laisse transiter les réfugiés sur son territoire pour une durée de 48 h, mais ne les acceptent pas.
En 1995, une loi interdit aux Palestiniens d'immigrer au Liban .
En 2005, après la chute de Saddam Hussein, des Palestiniens d’Irak sont pris en otage et torturés par des groupes armés. Environ 15 000 sont expulsés d’Irak. En 2008, Amnesty International critique le sort « déplorable » des Palestiniens bloqué à la frontière irako-syrienne.
En 2007, l'armée libanaise détruit le camp Nahr el Bared et expulse les 31 000 résidents palestiniens. En 2010, le taux de chômage des réfugiés palestiniens s’élevait à plus de 60 % à cause de la surpopulation des camps, dans lesquels ils sont obligés de résider.
Durant la guerre de Libye beaucoup de Palestiniens perdent leurs logements. 
À la suite de la guerre civile syrienne, le royaume hachémite expulse des milliers de réfugiés palestiniens vers des territoires ravagées par la guerre en Syrie. Et bloque en même temps, l'accès à de milliers d'autres.
Au cours de la guerre civile syrienne, 3 000 Palestiniens ont été tués.

### Discrimination dans certains pays
- La Jordanie place les réfugiés palestiniens de Syrie dans des camps spéciaux, séparés des autres réfugiés, qu’ils n’ont pas le droit de quitter et où ils ne bénéficient pas l'aide de l'UNHCR[27],[28]. Selon un rapport de l'Université d'Oxford, ils seraient victimes de « formes subtiles de discrimination »[29]. En 2013, selon Human Rights Watch, les Palestiniens sont empêchés de fuir la guerre en Syrie [30]. Les Palestiniens ne bénéficient pas des mêmes droits que le reste de la population jordanienne[31] et sont victimes de discriminations[32],[33]. Il existe des discriminations informelles, notamment dans les universités jordaniennes[34]. « [l']habilitation politique des Jordaniens d'origine palestinienne est une question délicate » [35]. Certains Palestiniens sont déchus de leur nationalité jordanienne et ainsi privés de leurs droits[36]. Selon Amnesty International, les Palestiniens-Jordaniens sont plus facilement victimes de torture[37].

- Au Liban, les Palestiniens font face à de la discrimination raciale systématique  [38]. Leurs libertés d'expression, de mouvement et d'association ne sont pas respectées [39]. En 1962, au Liban les Palestiniens sont reconnus comme « étrangers » et 73 catégories d’emplois leur étaient interdites jusqu’en 2010[40]. Depuis 2010, la liste des métiers interdits fut réduite à 50, puis à une vingtaine aujourd'hui. Leur sont interdits les métiers tels qu'ingénieur, journaliste, pharmacien et avocat. Une loi martiale pour les camps de réfugiés palestiniens leur interdit de construire et de posséder une propriété. De plus, du fait que les Palestiniens ont le statut d'étranger, il est nécessaire pour eux de se restreindre à acquérir un permis de travail restreignant[41]. Le résultat des difficultés liées à l'intégration à l'école secondaire gouvernementale et aux études supérieures, a eu pour résultat de rendre les Palestiniens encore plus dépendants[42]. Du fait que 150 000 à 200 000 Palestiniens vivent dans douze camps normalement construits pour accommoder seulement 50 000 personnes, beaucoup vivent dans des bâtiments endommagés et ruines de la guerre civile[43]. En 1998, le premier ministre libanais déclarait : « Le Liban n'intégrera jamais les Palestiniens. Ils ne recevront pas de droits économiques ou civiques ou même des permis de travail. Les intégrer équivaudrait à porter la responsabilité de l'agence internationale l'UNRWA, qui les supporte jusqu'à aujourd'hui »[44].

- En Libye, les Palestiniens font face à de la discrimination raciale[45]. En 2011, les Palestiniens de Libye, sont contraints de payer une taxe spéciale de 1 550 dollars américains[46].

- En Syrie, depuis 1970, les Palestiniens sont privés du droit de voter où de se présenter à des élections locales ou présidentielles[47]. Ils ne peuvent posséder de terres cultivables et plus d’un logement[48].

## Chiffres
La diaspora s'est répandue surtout dans les pays du Moyen-Orient voisins d'Israël (chiffres indicatifs) :
- Jordanie : 4 300 000 Palestiniens ;
- Syrie : 517 255 Palestiniens[49] ;
- Liban : 174 422 Palestiniens en 2017[50] ;
- Égypte : entre 50 000 et 80 000 Palestiniens[51] ;
- Irak : 50 000 Palestiniens[51] ;
- Arabie saoudite : 275 000 Palestiniens[51] ;
- Algérie : 55 000 Palestiniens ;
- Union européenne : 70 000 Palestiniens ;
- États-Unis : entre 150 000 et 200 000 Palestiniens[51] ;
- Chili : 500 000 Palestiniens[52],[53];
- Colombie : 100,000–120,000 Palestiniens[54]
- Brésil : entre 40 000 et 60 000 Palestiniens.

Ces fortes populations font peser un lourd poids sur la stabilité politique de certains de ces pays (Jordanie, Liban et Syrie notamment).
Vivent en 2004 sur le territoire de l'ancienne Palestine mandataire (Israël + Cisjordanie + bande de Gaza) : 
- 900 000 Palestiniens en Israël même (hors Jérusalem-Est) ;
- 1 300 000 Palestiniens à Gaza ;
- 200 000 Palestiniens à Jérusalem-Est ;
- 2 200 000 Palestiniens en Cisjordanie.

Environ 350 000 Palestiniens sont dispersés entre divers pays du Golfe persique et d'autres pays musulmans (Pakistan, Turquie, Azerbaïdjan).
Le Monde diplomatique propose deux cartes concernant la diaspora palestinienne :
- La diaspora palestinienne dans le monde, février 2000[51];
- Des millions de réfugiés palestiniens au Proche-Orient, février 2000.